# Repubblica Popolare di Lugansk
La Repubblica Popolare di Lugansk (o RPL; in russo Луганская Народная Республика, ЛНР?, Luganskaja Narodnaja Respublika, LNR; in ucraino Луганська Народна Республіка?, Luhans'ka Narodna Respublika) è de facto una repubblica federata della Russia.
La Repubblica Popolare si è proclamata indipendente dall'Ucraina il 28 aprile 2014, la cui formale dichiarazione è avvenuta il 12 maggio 2014, dopo aver svolto un referendum non riconosciuto dai dettami costituzionali ucraini. Il 30 settembre 2022 il governo russo ha organizzato un referendum nei territori della Repubblica Popolare, allo scopo di far ricadere tali territori sotto la propria sovranità. Il 4 ottobre 2022 la Repubblica Popolare è divenuta, secondo la legge russa, un soggetto federale della Federazione.
La maggior parte della comunità internazionale non la riconosce in quanto tale e considera il territorio come de iure tuttora formalmente parte dell'Ucraina, posizione che assume anche la stessa Ucraina.

## Storia
Le Repubblica Popolare di Lugansk è situata nella regione storica del Donbass, che venne aggiunta alla Repubblica Socialista Sovietica Ucraina nel 1922.
A partire dal marzo 2014 Luhans'k fu teatro di numerose azioni di protesta contro l'operato dell'ex opposizione arrivata al governo dell'Ucraina a seguito degli eventi legati all'Euromaidan. Manifestazioni con alcune migliaia di partecipanti che rifiutavano di riconoscere il nuovo potere instauratosi a Kiev e reclamavano la federalizzazione del paese si susseguirono per tutto il mese successivo. Esse portarono, il 6 aprile, all'occupazione del palazzo del Servizio di sicurezza ucraino (SBU) di Lugansk.
In risposta a quanto stava succedendo, ci furono diverse manifestazioni a favore dell'unità ucraina. Inoltre, nell'aprile 2014, secondo un sondaggio condotto su un campione di almeno 400 persone dall'Istituto Internazionale di Sociologia di Kiev, solo il 24,4% (oltre ad un 15,6 che non si espresse né a favore né contro) della popolazione dell'oblast' di Luhans'k supportava l'occupazione di edifici pubblici da parte dei separatisti e solo il 30,3% (oltre ad un 12,4 che non si espresse né a favore né contro) era a favore della secessione dall'Ucraina per unirsi alla Russia.
Successivamente vennero inoltrati ultimatum finalizzati alla proclamazione della Repubblica Popolare di Lugansk e all'indizione di un referendum per l'autodeterminazione della regione. Il 21 aprile i secessionisti elessero Valerij Bolotov "governatore popolare" e il 28 aprile fu sancita la nascita della Repubblica Popolare. Il giorno dopo i secessionisti (circa 2000-2500 persone) occuparono il palazzo dell'Amministrazione regionale e quello della Procura.
Il referendum sull'autodeterminazione della Repubblica Popolare di Lugansk si tenne l'11 maggio. Secondo gli organizzatori si registrò un'affluenza del 75%, e i voti favorevoli furono il 86,2%. Nello stesso giorno un analogo referendum si svolse nella limitrofa Repubblica Popolare di Doneck. L'indomani i vertici delle due Repubbliche Popolari, sulla base dell'esito della votazione, proclamarono l'indipendenza dall'Ucraina, e il 24 maggio sottoscrissero un accordo di unione nell'ambito della Federazione della Nuova Russia, progetto che sarebbe stato accantonato un anno dopo. Secondo la Costituzione Temporanea adottata il 18 maggio 2014, la Repubblica Popolare di Lugansk era uno stato unitario democratico, di diritto e sociale. La forma di governo era il semipresidenzialismo. Il potere legislativo era affidato al Consiglio del Popolo, composto da 50 deputati, mentre il potere esecutivo era affidato al capo dello Stato e al Consiglio dei Ministri. Il capo dello Stato, eletto dal popolo, nominava il Presidente del Consiglio dei Ministri e, su proposta di quest'ultimo, i ministri.
Il primo capo dello Stato della RPL è stato Valerij Bolotov, eletto dal Consiglio di Stato, temporaneamente facente funzioni legislative, il 18 maggio 2014. Dopo le dimissioni di Bolotov (14 agosto 2014), ha esercitato le funzioni di capo di Stato Igor' Plotnickij, confermato nel ruolo dalle elezioni generali del 2 novembre 2014, durante le quali è stato eletto anche il Consiglio del Popolo.
Il primo governo, guidato da Vasilij Nikitin, è rimasto in carica dal 18 maggio al 4 luglio 2014, quando è stato sciolto dal capo dello Stato. Alla Presidenza del Consiglio è successivamente stato chiamato Marat Baširov, mentre il 26 agosto 2014 è stato formato un nuovo gabinetto, presieduto da Gennadij Cypkalov. Quest'ultimo è stato sostituito il 25 dicembre 2015 da un governo guidato da Sergej Kozlov.
Scontri militari sanguinosi tra i secessionisti e l'esercito ucraino si intensificarono nel corso dell'estate, fino al cessate il fuoco sancito in occasione della firma del Protocollo di Minsk del 5 settembre 2014, che tuttavia fu ripetutamente violato. Il conflitto, dopo un nuovo cessate il fuoco sottoscritto il 12 febbraio 2015 (Minsk II) e la successiva conclusione della battaglia di Debal'ceve, protrattasi fino al 18 febbraio, è quindi entrato in una fase di stallo. Come repubblica autoproclamata venne riconosciuta dalla contigua Repubblica Popolare di Doneck, Siria, Corea del Nord, Russia e le repubblica autoproclamate dell'Abcasia e Ossezia del Sud.
Fra il 23 e il 27 settembre 2022, vengono svolti referendum per chiedere formalmente l'annessione alla Federazione Russa nei territori, sotto il controllo dalle truppe russe, nella Repubblica Popolare di Lugansk a seguito del quale il governo russo, come preannunciato, ha provveduto a formalizzare la loro annessione, sottoscrivendo il 30 settembre 2022 trattato di adesione alla Federazione Russa. Sono 4 gli stati membri dell'ONU che hanno riconosciuto l'annessione, ovvero Bielorussia, Siria, Nicaragua e Corea del Nord, mentre 35 stati si sono astenuti in un voto dell'Assemblea generale delle Nazioni Unite del 2022.

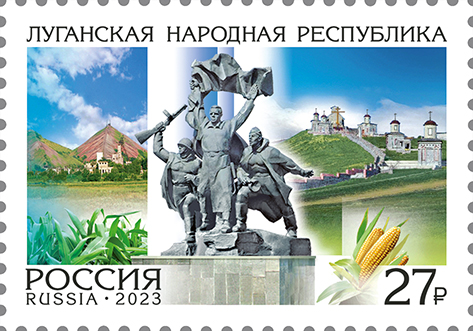
Francobollo russo che raffigura la Repubblica Popolare di Lugansk

## Geografia antropica

### Suddivisioni amministrative
La Repubblica Popolare di Lugansk è divisa al suo interno in 32 entità amministrative (18 rajon amministrativi, ossia distretti, e 14 circondari urbani, ossia comuni di pari livello).

#### Distretti

Suddivisioni della Repubblica federata

| 1. Distretto di Antracit 2. Distretto di Belokurakino 3. Distretto di Belovodsk 4. Distretto di Kremennaja 5. Distretto di Krasnodon 6. Distretto di Lutugino 7. Distretto di Markovka 8. Distretto di Melovoe 9. Distretto di Novoajdar | 10. Distretto di Novopskov 11. Distretto di Pereval'sk 12. Distretto di Popasnaja 13. Distretto di Slavjanoserbsk 14. Distretto di Sverdlovsk 15. Distretto di Stanica Luganskaja 16. Distretto di Starobel'sk 17. Distretto di Svatovo 18. Distretto di Troickoe |

## Politica
La Repubblica Popolare di Lugansk, in qualità di repubblica della Russia, è oggi uno Stato federato di tipo semipresidenziale: secondo la costituzione, il presidente (capo della Repubblica Popolare di Lugansk) è il capo dello Stato e di un sistema multipartitico dove il potere esecutivo viene esercitato dal governo, che può essere guidato dal presidente stesso o da un primo ministro da questi nominato con l'approvazione dal parlamento (Consiglio del Popolo), che detiene il potere legislativo.

### Consiglio del Popolo
Il Consiglio del Popolo della Repubblica Popolare di Lugansk (in russo Народный Совет Луганской Народной Республики?) è il parlamento unicamerale della Repubblica Popolare di Lugansk.
L'attuale presidente è Denis Mirošničenko, in carica dal 10 settembre 2023.

### Capo della Repubblica
Il capo della Repubblica Popolare di Lugansk (in russo Глава Луганской Народной Республики?, Glava Luganskoj Narodnoj Respubliki), equivalente a un Presidente della repubblica, è il più alto funzionario della Repubblica Popolare di Lugansk; viene eletto ogni 5 anni dal Consiglio del Popolo, su proposta del Presidente della Federazione Russa (che, eccezionalmente, può anche nominare un incaricato ad interim).
L'attuale Presidente è Leonid Pasečnik, in carica dal 4 ottobre 2022.

### Consiglio dei Ministri
Il Consiglio dei Ministri della Repubblica Popolare di Lugansk (in russo Совет министров Луганской Народной Республики?, Sovet ministrov Luganskoj Narodnoj Respubliki), che può essere guidato dal Capo della Repubblica stesso o dall'eventuale Presidente del Consiglio dei Ministri della Repubblica Popolare di Lugansk (in russo Председатель Совета министров Луганской Народной Республики?, Predsedatel' Soveta ministrov Luganskoj Narodnoj Respubliki) da questi nominato con l'approvazione del Consiglio di Stato, è il governo della Repubblica Popolare di Lugansk.
L'attuale presidente è Sergej Kozlov (Capo della Repubblica), in carica dal 4 ottobre 2022.